# Кјузафорте
Кјузафорте (итал. Chiusaforte) је насеље у Италији у округу Удине, региону Фурланија-Јулијска крајина.
Према процени из 2011. у насељу је живело 246 становника. Насеље се налази на надморској висини од 381 м.

## Становништво
| 1936. | 1951. | 1961. | 1971. | 1981. | 1991. | 2001. | 2011. |
| ----- | ----- | ----- | ----- | ----- | ----- | ----- | ----- |
| 2.220 | 2.187 | 1.681 | 1.366 | 1.048 | 962   | 815   | 703   |